# 멸종

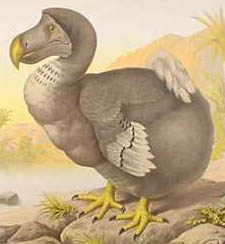
도도, 1651년에 Jan Savery 그림, 멸종한 동물의 대표 격이다.

멸종(滅種, extinction) 또는 절멸(絕滅)은 생태학생존해 있던 종의 개체가 더 이상 세계에서 확인되지 않게 되는 것을 말한다. 해당 종을 구성하던 마지막 개체가 사망하는 시점을 멸종 시기로 본다. 따라서 야생 동물의 경우에는 멸종을 판단하기가 어려운 경우가 많다.
일련의 연구에 의하면 지구상에 등장했던 종의 99% 이상이 멸종했다. 생물학자들은 대략적으로 한 종의 유지기간을 500만년 정도로 보고 있다.
근대 이후에 멸종한 대표적인 동물로는 도도, 코끼리새, 스텔러바다소, 여행비둘기, 오록스, 세이셸코끼리거북, 독도강치, 콰가, 큰바다쇠오리, 시리아당나귀 등의 다양한 생물이 있다. 현재 자연 파괴로 인한 멸종이 발생하여 상당한 피해가 있다.

## 정의
마지막 존재하는 구성원이 죽을 때 종은 멸종된다. 따라서 새로운 세대를 생성하고 번식할 수 있는 생존 개체가 없을 때 멸종이 확실해진다. 소수의 개체만 생존하면 한 종은 기능적으로 멸종될 수 있으며, 이 개체는 건강이 좋지 않거나, 나이가 많으며, 넓은 범위에 걸쳐 분포하지 않거나, (성적으로 번식하는 종의 경우) 암수 개체가 부족하거나, 기타 이유로 번식할 수 없는 경우가 많다.
종의 멸종(또는 유사 멸종)을 정확히 지적하려면 해당 종의 명확한 정의가 필요하다. 멸종된 것으로 선언되는 경우 해당 종은 조상 또는 딸 종 및 밀접하게 관련된 다른 종과 고유하게 구별할 수 있어야 한다. 종의 멸종(또는 딸 종으로의 대체)은 Stephen Jay Gould와 Niles Eldredge의 구두점 평형 가설에서 핵심적인 역할을 한다.
생태학에서 멸종은 때때로 다른 곳에 존재함에도 불구하고 선택한 연구 영역에 종이 존재하지 않는 지역 멸종을 나타내기 위해 비공식적으로 사용된다. 지역 멸종은 다른 지역에서 가져온 해당 종의 개체를 재도입함으로써 개선될 수 있다. 늑대 재도입이 그 예이다. 전 세계적으로 멸종되지 않은 종을 현존하는 종이라고 한다. 현재 존재하지만 멸종 위기에 처한 종을 위협 또는 멸종 위기에 처한 종이라고 한다.
현재 멸종의 중요한 측면은 멸종 위기에 처한 종을 보존하려는 인간의 시도이다. 이는 "야생에서 멸종된"(EW) 보전 상태의 생성에 의해 반영된다. 국제자연보전연맹(IUCN)이 이 상태로 등재한 종은 야생에서 살아있는 표본이 없는 것으로 알려져 있으며 동물원이나 기타 인공 환경에서만 관리된다. 이 종의 일부는 더 이상 자연 서식지의 일부가 아니며 그 종이 야생으로 복원될 가능성이 거의 없기 때문에 기능적으로 멸종되었다. 가능하면 현대 동물학 기관은 신중하게 계획된 번식 프로그램을 사용하여 종의 보존과 향후 야생으로의 재도입을 위해 생존 가능한 개체군을 유지하려고 노력한다.
한 종의 야생 개체군의 멸종은 연쇄 효과를 일으켜 더 많은 멸종을 일으킬 수 있다. 이들은 Coextinction이라고도 한다. 이것은 키스톤 종의 멸종과 함께 특히 일반적이다.
2018년 연구에 따르면 플라이스토세 후기에 시작된 6차 대멸종은 25억 년의 고유한 포유동물 다양성을 인간 시대 이전으로 복원하는데 최대 500만 ~ 700만 년이 걸릴 수 있다고 밝혔다.

### 유사멸종
딸 종 또는 아종이 여전히 존재하는 모종의 멸종을 유사멸종(Pseudoextinction) 또는 위절멸이라고 한다. 효과적으로, 오래된 분류군은 사라지고, 후계자로 변형(anagenesis)되거나, 둘 이상으로 분할(cladogenesis)된다.
유사멸종은 살아있는 종과 기존 종의 구성원을 연결하는 강력한 증거가 없는 한 입증하기 어렵다. 예를 들어, 현대 말과 공통 조상을 공유하는 초기 말이었던 멸종된 Hyracotherium은 얼룩말과 당나귀를 포함하여 여러 종의 말 종(에쿠스, Equus)이 존재하기 때문에 멸종된 것이 아니라 유사멸종이라고 주장하는 경우가 있다. 그러나 화석 종은 일반적으로 유전 물질을 남기지 않기 때문에 Hyracotherium이 더 현대적인 말 종으로 진화했는지 아니면 현대 말과 공통 조상에서 진화했는지 말할 수 없다. 유사멸종은 더 큰 분류학적 그룹에 대해 입증하기가 훨씬 쉽다.

### Lazarus taxa
폐어와 네발동물과 관련된 어류인 실러캔스는 백악기 말부터 멸종된 것으로 여겨졌다. 그러나 1938년에 남아프리카 동부 해안의 찰룸나 강(지금의 틸롬카)에서 살아있는 표본이 발견되었다. 박물관 큐레이터인 Marjorie Courtenay-Latimer는 1938년 12월 23일 Hendrick Goosen 선장이 운영하는 현지 어선에서 잡은 물고기 중에서 실러캔스를 발견했다. 지역 화학 교수인 JLB Smith는 가장 중요한 보존 골격과 아가미가 이 어류가 실러캔스임을 설명할 수 있다고 이야기하며 본 어류의 생물학적 중요성을 확인했다.
훨씬 더 최근에 존재하는 것으로 판명될 수 있는 종의 멸종 가능성 또는 추정되는 멸종에는 틸라신 또는 태즈메이니아 호랑이(Thylacinus cynocephalus)가 포함되며, 마지막으로 알려진 사례는 1936년 태즈매니아의 호바트 동물원에서 사망했다. 일본 늑대(Canis lupus hodophilax)는 100년 전에 마지막으로 목격되었다. 미국 상아부리 딱따구리(Campephilus principalis)는 1944년에 마지막으로 보편적으로 관찰되었다. 그리고 가느다란부리마도요(Numenius tenuirostris)는 2007년 이후로 볼 수 없었다.

## 원인
종이 진화하는 한, 종은 멸종되어 왔다. 지금까지 살았던 모든 종의 99.9% 이상이 멸종된 것으로 추정된다. 종의 평균 수명은 100만~1000만년이지만 분류군마다 크게 다르다. 종 또는 종의 멸종에 직간접적으로 기여할 수 있는 다양한 원인이 있다. Beverly와 Stephen C. Stearns는 다음과 같이 썼다. "각 종이 고유한 것처럼 각 멸종도 마찬가지이다... 각각의 원인은 다양하다. 일부는 미묘하고 복잡하고 다른 일부는 분명하고 단순하다." 가장 간단히 말해서, 환경에서 생존하고 번식할 수 없고 그렇게 할 수 있는 새로운 환경으로 이동할 수 없는 종은 죽고 멸종된다. 독성 오염이 전체 서식지를 살 수 없게 만드는 것처럼 건강한 종이 완전히 멸종되면 종의 멸종이 갑자기 올 수 있다. 또는 더 나은 적응 경쟁자에 대한 먹이 경쟁에서 종이 점차적으로 질 때와 같이 수천 또는 수백만 년에 걸쳐 점진적으로 발생할 수 있다. 소멸은 소멸 부채(Extinction debt)로 알려진 현상을 작동시킨 사건 이후 오랜 시간이 지난 후에 발생할 수 있다.
멸종의 원인으로 환경적 요인과 유전적 요인의 상대적 중요성을 평가하는 것은 자연과 양육에 대한 논쟁에 비유되어 왔다. 화석 기록에서 더 많은 멸종이 진화에 의해 발생했는지 아니면 대격변에 의해 발생했는지에 대한 질문은 토론의 주제이다. Modeling Extinction의 저자인 Mark Newman은 두 위치 사이에 속하는 수학적 모델을 주장한다. 대조적으로, 보존 생물학은 멸종 소용돌이 모델을 사용하여 멸종을 원인별로 분류한다. 예를 들어 Martin Rees 경의 2003년 책 Our Final Hour에서 인간 멸종에 대한 우려가 제기되었을 때 이러한 우려는 기후 변화 또는 기술 재해의 영향에 있다.
현재 환경단체와 일부 정부는 인류에 의한 종의 멸종을 우려하고 있으며 다양한 보전 프로그램을 통해 더 이상의 멸종을 방지하기 위해 노력하고 있다. 인간은 남획, 오염, 서식지 파괴, 침입 종의 도입(예: 새로운 포식자 및 경쟁자), 남획 및 기타 영향을 통해 종의 멸종을 유발할 수 있다. 폭발적이고 지속 불가능한 인구 증가와 1인당 소비 증가는 멸종 위기의 핵심 이유이다. 국제자연보전연맹(IUCN)에 따르면 1500년 이후로 784회의 멸종이 기록되었으며, 이는 2004년까지 최근 멸종을 정의하기 위해 선택된 임의의 날짜이다. 기존에 멸종했음에도 불구하고 눈에 띄지 않았을 가능성이 더 많다. 여러 종도 2004년 이후 멸종된 것으로 기록되었다.

### 인구 변화
적응 증가 인구 적합도가 환경 악화와 약간 해로운 돌연변이 축적보다 느리다면 인구는 멸종될 것이다. 인구가 적을수록 각 세대에 유입되는 유익한 돌연변이가 적어 적응이 느려진다. 또한 작은 개체군에서 약간 해로운 돌연변이를 수정하는 것이 더 쉽다. 작은 인구 크기와 낮은 적합성 사이의 긍정적 피드백 루프는 돌연변이 붕괴를 유발할 수 있다.
제한된 공간은 환경적인 이유로 인한 멸종의 가장 중요한 결정 요인이지만 대량 멸종이 발생함에 따라 점점 더 관련성이 없어진다. 제한된 공간은 작은 인구 규모와 지역 환경 재앙에 대한 더 큰 취약성의 원인이다.
멸종률은 개체군 크기뿐만 아니라 균형 선택, 유전적 변이, 표현형 가소성 및 견고성을 포함하여 진화 가능성에 영향을 미치는 모든 요인에 의해 영향을 받을 수 있다. 다양하거나 깊은 유전자 풀은 인구에게 단기적으로 불리한 조건 변화에서 생존할 수 있는 더 높은 기회를 제공한다. 유전적 다양성의 손실을 유발하거나 보상하는 효과는 종의 멸종 가능성을 높일 수 있다. 인구 병목 현상은 번식하는 개체의 수를 심각하게 제한하고 근친 교배를 더 자주 만들어 유전적 다양성을 극적으로 감소시킬 수 있다.

### 유전적 오염
멸종은 때때로 유전적 오염에 노출된 특정 생태로 진화한 종의 결과이다. 고유 개체군은 새로운 개체군이 유입되거나 사람들이 선택적으로 번식할 때 또는 서식지 수정이 이전에 격리된 종과 접촉할 때 그러한 멸종에 직면할 수 있다. 멸종은 희귀종이 더 풍부한 종과 접촉할 가능성이 가장 높다. 이종교배는 더 희귀한 유전자 풀을 휩쓸고 잡종을 만들어 순종 유전자 풀을 고갈시킬 수 있다(예를 들어, 멸종 위기에 놓인 야생 물소는 상대적으로 많은 국내 물소에 의한 유전 오염으로 인해 멸종 위기에 처해 있다). 그러한 멸종은 형태학적(비유전적) 관찰에서 항상 명백한 것은 아니다. 어느 정도의 유전자 흐름은 정상적인 진화 과정이다. 그럼에도 불구하고 잡종화(이입 유무에 관계없이)는 희귀종의 존재를 위협한다.
종 또는 개체군의 유전자 풀은 살아있는 구성원의 다양한 유전 정보이다. 대규모 유전자 풀(광범위한 유전적 다양성)은 강력한 선택을 통해 생존할 수 있는 강력한 개체군과 관련이 있다. 한편, 낮은 유전적 다양성(근친교배 및 개체군 병목 현상 참조)은 가능한 적응 범위를 줄인다. 토종 유전자를 외래 유전자로 대체하면 원래 개체군 내의 유전적 다양성이 줄어들어 멸종 가능성이 높아진다.

### 서식지 파괴
서식지 파괴는 현재 종의 멸종의 주요 인위적 원인이다. 전 세계적으로 서식지 황폐화의 주요 원인은 농업이며, 도시의 무분별한 확장, 벌목, 광업 및 일부 어업 관행이 뒤처져 있다. 종의 서식지가 악화되면 해당 종이 더 이상 생존할 수 없고 멸종될 정도로 적합성 경관이 바뀔 수 있다. 이것은 환경이 독성을 갖게 되는 것과 같은 직접적인 효과에 의해 또는 감소된 자원을 위해 또는 새로운 경쟁 종과 효과적으로 경쟁하는 종의 능력을 제한함으로써 간접적으로 발생할 수 있다.
독성을 통한 서식지 파괴는 오염을 통해 모든 살아있는 구성원을 죽이거나 살균함으로써 종을 매우 빠르게 죽일 수 있다. 또한 수명, 생식 능력 또는 경쟁력에 영향을 주어 더 낮은 독성 수준에서 장기간에 걸쳐 발생할 수 있다.
서식지 파괴는 또한 틈새 서식지의 물리적 파괴의 형태를 취할 수 있다. 열대 우림의 광범위한 파괴와 개방된 목초지로의 교체가 이것의 한 예로서 널리 인용된다. 예를 들어, 직사광선으로부터 보호하기 위해 짙은 그늘에 의존하는 양치류는 더 이상 그것을 보호할 숲 없이는 생존할 수 없다. 또 다른 예는 저인망 트롤에 의한 해저 파괴이다.
자원 감소 또는 새로운 경쟁 종의 도입은 종종 서식지 파괴를 동반한다. 지구 온난화로 인해 일부 종의 범위가 확장되어 이전에 그 지역을 점유했던 다른 종과 반갑지 않은 경쟁을 불러일으켰다. 때때로 이러한 새로운 경쟁자는 포식자이며 먹이 종에 직접적인 영향을 미치는 반면, 다른 때에는 제한된 자원에 대해 취약한 종을 단순히 앞지르기만 할 수도 있다. 물과 음식을 포함한 필수 자원도 서식지가 파괴되는 동안 제한되어 멸종될 수 있다.

### 포식, 경쟁, 질병
자연 현상의 과정에서 종은 다음을 포함하되 이에 국한되지 않는 여러 가지 이유로 멸종됩다. 변화) 새로운 포식자를 도입하거나 먹이를 제거하는 역할을 할 수 있다. 최근 지질학적 시간에 인간은 새로운 거대 포식자로서 또는 세계의 한 지역에서 다른 지역으로 동식물을 운송함으로써 일부 종의 추가적인 멸종 원인이 되었다. 이러한 도입은 수천 년 동안 의도적으로 발생했으며(예: 섬의 선원들이 미래의 식량 공급원으로 가축을 방출) 때로는 우연히(예: 보트에서 탈출하는 쥐) 발생했다. 대부분의 경우 도입은 성공하지 못하지만 침입 외래종이 정착하면 그 결과는 치명적일 수 있다. 침입 외래종은 토종종을 먹고 경쟁하며 병에 걸리거나 죽이는 병원체나 기생충을 도입함으로써 토종종에 직접적인 영향을 미칠 수 있다. 또는 간접적으로 서식지를 파괴하거나 저하시킨다. 인간 집단은 스스로 침입 포식자 역할을 할 수 있다. 과잉 가설에 따르면, 호주(현재보다 40,000년 전), 북미 및 남미(현재보다 12,000년 전), 마다가스카르, 하와이(AD 300-1000년) 및 뉴질랜드와 같은 지역에서 거대 동물군의 신속한 멸종 (AD 1300-1500), 이전에 한 번도 본 적이 없고 포식 기술에 완전히 적응하지 못한 동물로 가득 찬 환경에 인간이 갑자기 도입된 결과이다.

### Coextinction
coextinction은 다른 종의 멸종으로 인해 종의 손실을 의미한다. 예를 들어, 기생 곤충의 숙주 상실에 따른 멸종. 공존은 또한 종이 수분 조절자를 잃거나 먹이 사슬의 포식자에게 먹이를 잃을 때 발생할 수 있다. 종의 공존은 복잡한 생태계에서 유기체의 상호 연결성 중 하나의 표현이다. coextinction이 종의 멸종의 가장 중요한 원인은 아닐 수도 있지만 확실히 관계를 주는 원인이다. coextinction은 핵심이 될 때 특히 일반적이다. 종족이 멸종다. 모델은 coextinction이 생물다양성 손실의 가장 흔한 형태라고 제안한다. 영양 수준에 걸쳐 동시 멸종의 폭포가 있을 수 있다. 그러한 영향은 상호주의적이고 기생적인 관계에서 가장 심각하다. coextinction의 예는 하스트 독수리와 모아이다. 하스트 독수리는 먹이원이 멸종되어 멸종된 포식자였고, 모아는 날지 못하는 새의 여러 종으로서 하스트 독수리의 먹이였다. 모아가 멸종하자 하스트 독수리도 멸종하였다.

### 기후변화
기후 변화로 인한 멸종은 화석 연구에 의해 확인되었다. 특히, 3억 5백만 년 전 석탄기 열대우림 붕괴 동안의 양서류의 멸종이 있다. 14개의 생물다양성 연구 센터에 대한 2003년 검토는 기후 변화로 인해 2050년까지 육지 종의 15-37%가 멸종될 것이라고 예측했다. 잠재적으로 가장 큰 손실을 입을 수 있는 생태학적으로 풍부한 지역에는 Cape Floristic Region과 Caribbean Basin이 있다. 이 지역은 현재 이산화탄소 수준이 두 배로 증가하고 온도가 상승하여 56,000종의 식물과 3,700종의 동물이 사라질 수 있다. 기후 변화는 또한 서식지 손실과 사막화의 요인으로 밝혀졌다.

## 대량 멸종
지구 생명체의 역사에서 적어도 5번의 대량 멸종이 있었고, 지난 3억 5천만 년 동안 4번의 대멸종이 비교적 짧은 지질학적 시간에 많은 종이 사라졌다. 많은 양의 테프라 입자를 대기로 방출한 대규모 분출 사건은 약 2억 5천만 년 전 페름기-트라이아스기 멸종 사건의 가능한 원인 중 하나로 간주되며 당시 종의 90%가 사망한 것으로 추정된다. 기존에도 이 사건이 올슨의 멸종으로 알려진 또 다른 대량 멸종이 선행되었다는 것을 암시하는 증거가 있다. 백악기-고기시대 멸종 사건(K-Pg)은 6600만 년 전, 백악기 말기에 발생했다. 그것은 다른 많은 종 중에서 조류가 아닌 공룡을 멸종시킨 것으로 가장 잘 알려져 있다.

### 현대의 멸종
1998년 뉴욕의 미국 자연사 박물관에서 400명의 생물학자를 대상으로 한 설문 조사에 따르면, 거의 70%가 지구가 현재 홀로세 멸종으로 알려진 인간에 의한 대량 멸종의 초기 단계에 있다고 생각한다고 응답했다. 해당 설문조사에서 동일한 비율의 응답자가 모든 살아있는 인구의 최대 20%가 30년 이내에(2028년까지) 멸종될 수 있다는 예측에 동의했다. 사이언스의 2014년 특별판은 인간에 의한 대량 종 멸종 문제에 대해 광범위한 합의가 있다고 선언했다. PNAS에 발표된 2020년 연구에 따르면 현대의 멸종 위기는 "돌이킬 수 없기 때문에 문명의 지속에 가장 심각한 환경 위협이 될 수 있다."고 했다.
생물학자인 E. O. 윌슨은 2002년 현재 인간이 생물권을 파괴하는 비율이 계속된다면 지구상의 모든 동식물 종의 절반이 100년 안에 멸종될 것이라고 추정했다. 더욱 의미심장하게도, 현재 전 세계 종의 멸종 속도는 배경 속도(지구의 진화론적 시간 척도에서 평균 멸종 속도)의 100~1,000배로 추정되며, 인간의 다른 어느 때보다 빠르다. [63][64] 미래의 비율은 10,000배 더 높을 가능성이 있다. 그러나 일부 그룹은 훨씬 더 빨리 멸종하고 있다. 생물학자인 Paul R. Ehrlich와 Stuart Pimm은 인간 인구 증가와 과잉 소비가 현대 멸종 위기의 주요 동인이라고 주장한다.
2020년 1월, UN 생물 다양성 협약은 복원을 허용하는 것을 목표로 지구 육지와 바다의 30%를 보호하고 오염을 50% 줄이는 기한을 2030년으로 설정하여 현대의 멸종 위기를 완화하기 위한 계획 초안을 작성했다. 유엔의 2020년 세계 생물다양성 전망 보고서에 따르면 2010년 아이치 생물다양성 목표가 제시한 20개의 생물다양성 목표 중 6개만이 2020년 마감일까지 부분적으로 달성되었다. 보고서는 현상 유지, 특히 현재 지속 불가능한 생산 및 소비 패턴, 인구 증가 및 기술 발전이 변하지 않는다면 생물 다양성이 계속해서 감소할 것이라고 경고했다. Frontiers in Conservation Science 저널에 발표된 2021년 보고서에서 일부 최고 과학자들은 2020년으로 설정된 아이치 생물 다양성 목표를 달성했더라도 생물다양성 손실을 크게 완화하지 못했을 것이라고 주장했다. 그들은 생물다양성 손실이 고용, 의료, 경제 성장 또는 통화 안정성과 같은 다른 우려보다 훨씬 뒤떨어지는 국가의 최우선 순위에 가깝지 않은 곳이라는 점을 감안할 때 이러한 목표에 도달하지 못한 지구촌의 실패는 놀라운 일이 아니라고 덧붙였다.

## 과학사
대부분의 역사에서 멸종을 종의 종말로 보는 현대적 이해는 지배적인 세계관과 양립할 수 없었다. 19세기 이전에 서구 사회의 대부분은 세상이 신에 의해 창조되었으며 그 자체로 완전하고 완벽하다는 믿음을 고수했다. 이 개념은 1700년대에 가장 작은 미생물에서 신에 이르기까지 지구상의 모든 생명체가 연속적인 사슬로 연결되어 있다는 위대한 사슬이라는 신학적 개념이 절정에 달하면서 전성기를 맞이했다. 이 모델에서는 종의 멸종이 불가능했다. 사슬에 틈이나 누락된 연결 고리를 만들고 자연 질서를 파괴할 것이기 때문이다. Thomas Jefferson은 거대한 존재 사슬의 확고한 지지자이자 멸종의 반대자였다. 자연은 동물의 종족이 멸종되는 것을 결코 허용하지 않는다는 이유로 털매머드의 멸종을 부인한 것으로 유명하다.
17세기 후반에 어떤 살아있는 종과도 다르게 나타난 일련의 화석이 발견되었다. 그 결과, 과학계는 완전한 멸종을 설명하지 않는 틀 내에서 이 종들에게 무슨 일이 일어났는지 이해하고자 하는 창조적 합리화의 항해에 착수했다. 1686년 10월에 Robert Hooke는 지름이 2피트가 넘고 형태학적으로 알려진 살아있는 종과 구별되는 노틸러스의 인상을 왕립 학회에 제출했다. Hooke는 이것이 단순히 그 종이 깊은 바다에 살았고 아직 아무도 발견하지 못했기 때문이라고 이론화했다. 그는 한 종을 잃어버렸을 가능성이 있다고 주장했지만 대다수가 거의 불가능한 이야기라고 생각했다. 유사하게, 1695년에 Thomas Molyneux 경은 아일랜드에서 발견된 거대한 뿔에 대한 설명을 출판했는데 그 지역에 현존하는 어떤 분류군에도 속하지 않았다. 몰리뉴는 그들이 북아메리카 무스에서 유래했으며 이 동물은 한때 영국 제도에서 흔히 볼 수 있었던 동물이라고 추론했다. 이것은 종의 멸종 가능성을 시사하기보다는 유기체가 국지적으로 멸종될 수는 있지만 완전히 사라질 수는 없으며 지구의 미지의 지역에 계속 존재할 것이라고 그는 주장했다. 뿔은 나중에 멸종된 사슴 Megaloceros에서 확인되었다. Hooke와 Molyneux의 사고 방식은 반증하기 어려웠다. 세계의 일부가 철저히 조사되고 도표화되지 않았을 때 과학자들은 화석 기록에서만 발견된 동물이 지구의 미개척 지역에 단순히 숨어 있는 것이 아니라는 것을 배제할 수 없었다.
조르주 퀴비에(Georges Cuvier)는 1796년 프랑스 연구소(French Institute)의 강의에서 멸종에 대한 현대적 개념을 확립한 것으로 알려져 있다. 그는 자신의 이론에 대해 더 넓은 과학계를 설득하는 데 대부분의 일생을 바쳤다. Cuvier는 몇 개의 뼈 조각에서 알려지지 않은 종의 해부학을 재구성하는 능력으로 찬사를 받은 지질학자였다. 그의 멸종에 대한 주요 증거는 파리 분지에서 발견된 매머드 두개골에서 나왔다. Cuvier는 그것들이 알려진 살아있는 코끼리 종과 구별되는 것으로 인식하고 그러한 거대한 동물이 발견되지 않을 가능성이 매우 낮다고 주장했다. 1812년 퀴비에는 알렉상드르 브롱니아르, 제프로이 생힐레르와 함께 파리 분지의 지층을 매핑했다. 그들은 기록 전체에서 화석의 출현과 소멸의 패턴뿐만 아니라 염수와 담수 퇴적물이 번갈아 나타나는 것을 보았다. 이러한 패턴에서 Cuvier는 새로운 종으로 지구의 재앙적인 홍수, 멸종 및 재증식의 역사적 주기를 추론했다.
Cuvier의 화석 증거는 오늘날 존재하는 것과 매우 다른 생명체가 과거에 존재했음을 보여주었으며, 이는 대부분의 과학자들이 받아들인 사실이다. 주요 논쟁은 멸종으로 인한 이러한 전환이 본질적으로 점진적인지 또는 갑작스러운 것인지에 초점을 맞추었다. Cuvier는 멸종이 시간이 지남에 따라 종의 점진적인 감소와 대조적으로 엄청난 수의 종의 멸종 위기에 처한 사건의 결과라고 이해했다. 멸종의 본질에 대한 그의 파국적인 견해는 새로 부상하는 동일과정설 학파에서 많은 반대자들을 얻었다.
점진주의자이자 Cuvier의 동료인 라마르크(Jean-Baptiste Lamarck)는 다양한 생물 형태의 화석을 종의 변하기 쉬운 특성의 증거로 보았다. 라마르크는 멸종의 가능성을 부정하지는 않았지만 멸종이 예외적이고 드물며 시간이 지남에 따라 종의 변화의 대부분은 점진적인 변화에 기인한다고 믿었다. 퀴비에와 달리 라마르크는 완전한 멸종을 야기할 만큼 충분히 큰 규모의 재앙적 사건이 가능하다는 데 회의적이었다. 수문지질학(Hydrogeology)이라는 제목의 지구의 지질학적 역사에서 라마르크는 대신 지구 표면이 물에 의한 점진적인 침식과 퇴적에 의해 형성되었으며 그 종은 변화하는 환경에 반응하여 시간이 지남에 따라 변했다고 주장했다.
저명한 지질학자이자 동일과정설론의 창시자인 라이엘(Charles Lyell)은 과거의 과정이 취소되어야 한다고 믿었다. 현재의 프로세스를 사용하여 서 있다. Lamarck와 마찬가지로 Lyell은 도도새의 완전한 멸종과 영국 제도에 대한 토착 말의 멸종에 주목하면서 멸종이 일어날 수 있음을 인정했다. 그는 모든 멸종이 점진적인 과정이어야 한다고 믿으며 대량 멸종에 대해서도 비슷하게 주장했다. Lyell은 또한 파리 지층에 대한 Cuvier의 원래 해석이 잘못되었음을 보여주었다. 퀴비에가 추론한 재앙적인 홍수 대신에 라이엘은 파리 분지에서 볼 수 있는 것과 같은 염수 및 담수 퇴적물의 패턴이 해수면의 느린 상승 및 하강에 의해 형성될 수 있음을 입증했다.
멸종의 개념은 시간이 지남에 따라 적합하지 않은 혈통이 사라진다는 점에서 찰스 다윈(Charles Darwin)의 종의 기원에 필수적이었다. 다윈에게 멸종은 끊임없는 경쟁의 부작용이었다. 종의 기원에 대한 광범위한 범위 때문에 멸종이 점진적이고 균등하게 발생했다는 것이 널리 받아들여졌다(현재 배경 멸종이라고 하는 개념). 1982년 David Raup과 Jack Sepkoski가 대량 멸종에 대한 획기적인 논문을 발표하면서 Cuvier가 정당화되었고 격변적 멸종이 중요한 메커니즘으로 받아들여졌다. 멸종에 대한 현재의 이해는 퀴비에가 제안한 대격변적 멸종 사건과 라이엘과 다윈이 제안한 배경 멸종 사건을 종합한 것이다.

## 인간의 행동
멸종은 동물학 및 생물학 일반 분야에서 중요한 연구 주제이며 과학계 외부에서도 관심의 영역이 되었다. 세계 자연 기금(WWF)과 같은 많은 조직이 종을 멸종으로부터 보존한다는 목표로 만들어졌다. 정부는 법률 제정을 통해 서식지 파괴, 농업 과잉 수확 및 오염을 방지하려고 시도했다. 많은 인간에 의한 멸종이 우발적이지만 인간은 위험한 바이러스와 같은 일부 종의 고의적 파괴에 관여했으며 다른 문제가 있는 종의 완전한 파괴가 제안되었다. 다른 종들은 밀렵으로 인해 또는 바람직하지 않은 이유로, 또는 다른 인간 의제를 추진하기 위해 의도적으로 멸종되거나 거의 멸종 위기에 처했다. 한 가지 예는 미국 들소가 거의 멸종 위기에 처한 것이다. 미국 들소는 음식을 들소에 의존하는 아메리카 원주민을 강제로 제거하기 위해 미국 정부가 승인한 대규모 사냥으로 거의 멸종되었다.
생물학자 Bruce Walsh는 종의 보존에 대한 과학적 관심의 세 가지 이유를 설명한다. 유전자원, 생태계 안정성, 윤리; 그리고 오늘날 과학계는 생물다양성 유지의 중요성을 강조하고 있다.
현대에 상업 및 산업적 이해관계는 종종 생산이 식물과 동물의 생명에 미치는 영향과 씨름해야 한다. 그러나 호모 사피엔스에 대한 유해한 영향이 미미하거나 전혀 입증되지 않은 일부 기술은 야생 동물에게 치명적일 수 있다(예: DDT). 생물지리학자 Jared Diamond는 대기업이 환경 문제를 과장된 것으로 표시하고 종종 심각한 피해를 야기할 수 있지만 일부 기업은 좋은 보존 관행을 채택하고 심지어 국가가 취하는 것보다 더 많은 보존 노력에 참여하는 것을 이익으로 여긴다.
정부는 때때로 토착 종의 손실을 생태 관광의 손실로 간주하고 야생에서의 멸종을 방지하기 위한 노력의 일환으로 토착 종의 거래에 대해 엄중한 처벌을 가하는 법률을 제정할 수 있다. 자연 보호 구역은 인간의 확장으로 붐비는 종들에게 지속적인 서식지를 제공하기 위한 수단으로 정부에서 만든다. 1992년 생물 다양성 협약(Convention on Biological Diversity)은 정부의 생물다양성 보전을 위한 포괄적인 지침을 제공하려는 국제 생물다양성 실행 계획 프로그램으로 이어졌다. Wildlands Project 및 Alliance for Zero Extinction과 같은 옹호 단체는 대중을 교육하고 정부에 조치를 취하도록 압력을 가한다.
자연과 가까운 곳에 사는 사람들은 환경에 있는 모든 종의 생존에 의존할 수 있으므로 멸종 위험에 크게 노출되어 있다. 그러나 사람들은 종 보존보다 일상적인 생존을 우선시한다. 열대 개발 도상국의 인구 과잉으로 인해 멸종 위기에 처한 종의 서식지를 줄일 수 있는 화전 농업 기술을 포함한 생존 농업으로 인해 산림에 엄청난 압박이 있었다.
반출생주의 철학자 데이비드 베네타(David Benatar)는 인간이 아닌 종의 멸종에 대한 모든 대중적 우려는 일반적으로 종의 손실이 인간의 필요와 필요에 어떤 영향을 미칠지에 대한 우려에서 비롯되며, 우리는 더 이상 그 종의 동물을 보거나 사용할 수 없을 것이다." 그는 개별 구성원의 손실과 같은 가능한 인간 멸종에 대한 일반적인 우려는 비인간 종의 멸종과 관련하여 고려되지 않는다고 언급한다.

### 멸종 계획
소아마비 바이러스는 근절 노력으로 인해 현재 세계의 작은 지역에 국한되어 있다.
드라쿤쿨리아증(dracunculiasis)이라는 병을 일으키는 기생충인 드라쿤쿨루스 메디넨시스(Dracunculus medinensis)가 카터 센터의 노력으로 근절에 가까워졌다.
질병의 요(yaw)를 유발하는 박테리아인 Treponema pallidum pertenue가 박멸 과정에 있다.
생물학자 올리비아 저드슨은 특정 질병을 옮기는 모기 종의 고의적 멸종을 옹호했다. 2003년 9월 25일 The New York Times 기사에서 그녀는 중요한 유전자에 자신에게 피해를 입힐 수 있는 유전적 요소를 도입함으로써 30종의 모기를 살해할 것을 주장했다. 그녀는 말라리아를 퍼뜨리는 Anopheles 모기와 뎅기열, 황열병, 상피병 및 기타 질병을 퍼뜨리는 Aedes 모기가 약 3,500종의 모기 중 30종에 불과하다고 한다. 이것들을 근절하면 Culicidae 계통의 유전적 다양성을 단 1%만 줄이는 대가로 연간 최소 100만 명의 생명을 구할 수 있다. 그녀는 또한 종이 항상 멸종되기 때문에 몇 마리가 더 사라진다고 생태계가 파괴되지는 않는다고 주장한다. 그녀는 이에 대해 "다른 종들이지만 다르다고 해서 더 나빠질 필요는 없으며, 또한 말라리아 예방 및 모기 퇴치 프로그램은 올해 급성 질병에 감염될 개발도상국의 3억 인구에게 현실적인 희망을 주지 못한다. 시도가 진행 중이지만 실패할 경우 최종적인 채찍질을 고려해야 한다"고 썼다.
생물학자 E. O. 윌슨은 말라리아 매개체인 Anopheles gambiae를 비롯한 여러 종의 모기 박멸을 옹호했다. 윌슨은 "나는 우리와 함께 진화했으며 인간을 잡아먹는 아주 적은 수의 종에 대해 이야기하고 있다. 따라서 그것들을 제거하는 것은 확실히 받아들일 수 있을 것이다. 나는 그것이 단지 상식이라고 믿는다."
아프리카의 지역, 국가 및 섬(프린시페 포함)에서 체체파리와 그 트리파노솜을 국지적으로 근절하기 위한 많은 캠페인이 있었으며 일부는 성공적이었다. 현재 아프리카 전역에서 그것들을 없애기 위한 진지한 노력이 있으며, 이것은 항상은 아니지만 일반적으로 유익하고 도덕적으로 필요한 것으로 간주된다.

### 복제
하버드 유전학자인 조지 M. 처치(George M. Church)와 같은 일부는 지속적인 기술 발전으로 멸종된 종의 잔해에서 추출한 DNA를 사용하여 복제를 통해 멸종된 종을 되살릴 것이라고 믿는다. 제안된 복제 대상에는 매머드, 틸라신, 피레네 아이벡스가 포함된다. 이것이 성공하려면 생존 가능한 개체군을 만들기 위해 다른 개체(유성 생식 유기체의 경우)의 DNA에서 충분한 개체가 복제되어야 한다. 생명 윤리적, 철학적 반대가 제기되었지만 멸종된 생물의 복제가 이론적으로 가능한 것으로 보인다.
2003년에 과학자들은 멸종된 Pyrenean ibex(C. p. pyrenaica)를 복제하려고 시도했으나 실패했다. 재건된 285개의 배아 중 54개를 12개의 산양과 산양-국내산 염소 교배종으로 옮겼지만 2개만이 임신 초기 2개월 동안 살아남았고, 죽었다. 2009년에 Pyrenean ibex를 복제하려는 두 번째 시도가 있었다. 한 복제품은 살아서 태어났지만 폐의 물리적 결함으로 인해 7분 후에 사망했다.

## 같이 보기
- 대멸종
- 지역 절멸
- 집단살해
- 자발적 인류절멸 운동
- 생물 다양성
- 종분화
- 개체군 병목현상
- 유전자풀
- IUCN 적색 목록
- 멸종의 소용돌이
- 멸종한 동물 목록
- 공룡